# Daniel de la Cruz
Daniel Isaí de la Cruz de la Cruz (Quito, Ecuador, 6 de marzo de 2004) es un futbolista ecuatoriano. Juega como defensa y su equipo actual es Liga Deportiva Universitaria de la Serie A de Ecuador.

## Trayectoria
Daniel realizó todas las formativas en Liga Deportiva Universitaria empezando por la sub-12. En 2020 fue cedido al Atlético Kin de la Segunda Categoría de Cotopaxi, aunque no llegó a jugar con el primer equipo. Su debut en el primer equipo lo realizó en la segunda etapa del campeonato nacional 2024, se consolidó y fue titular en el último tramo de la temporada que terminó con la consecución del título número 13 para el equipo albo, a inicios de la siguiente temporada renovó su contrato hasta 2027.

## Selección nacional

### Categorías inferiores
El 5 de enero de 2023 se anunció su convocatoria para disputar el Campeonato Sudamericano Sub-20 en Colombia. El 9 de mayo de 2023 fue convocado para la Copa Mundial de Fútbol Sub-20 de 2023.

#### Participaciones en Sudamericanos
| Campeonato                  | Sede     | Resultado    | Partidos | Goles |
| --------------------------- | -------- | ------------ | -------- | ----- |
| Sudamericano Sub-20 de 2023 | Colombia | Cuarto lugar | 8        | 0     |

#### Participaciones en Copas del Mundo
| Campeonato                  | Sede      | Resultado        | Partidos | Goles |
| --------------------------- | --------- | ---------------- | -------- | ----- |
| Copa Mundial Sub-20 de 2023 | Argentina | Octavos de final | 4        | 0     |

## Estadísticas

### Clubes
Actualizado al último partido disputado el 17 de agosto de 2025.
| Club                                   | Div.          | Temporada     | Liga  | Liga  | Liga   | Copas nacionales | Copas nacionales | Copas nacionales | Copas internacionales | Copas internacionales | Copas internacionales | Total | Total | Total  |
| Club                                   | Div.          | Temporada     | Part. | Goles | Asist. | Part.            | Goles            | Asist.           | Part.                 | Goles                 | Asist.                | Part. | Goles | Asist. |
| -------------------------------------- | ------------- | ------------- | ----- | ----- | ------ | ---------------- | ---------------- | ---------------- | --------------------- | --------------------- | --------------------- | ----- | ----- | ------ |
| Liga Deportiva Universitaria · Ecuador | 1.ª           | 2024          | 12    | 0     | 1      | 2                | 0                | 0                | 0                     | 0                     | 0                     | 14    | 0     | 1      |
| Liga Deportiva Universitaria · Ecuador | 1.ª           | 2025          | 20    | 1     | 2      | 2                | 0                | 0                | 6                     | 0                     | 0                     | 28    | 1     | 2      |
| Liga Deportiva Universitaria · Ecuador | Total club    | Total club    | 32    | 1     | 3      | 4                | 0                | 0                | 6                     | 0                     | 0                     | 42    | 1     | 3      |
| Total carrera                          | Total carrera | Total carrera | 32    | 1     | 3      | 4                | 0                | 0                | 6                     | 0                     | 0                     | 42    | 1     | 3      |
| 1. 2.                                  |               |               |       |       |        |                  |                  |                  |                       |                       |                       |       |       |        |

## Palmarés

### Campeonatos nacionales
| Título               | Club                         | Año  |
| -------------------- | ---------------------------- | ---- |
| Serie A de Ecuador   | Liga Deportiva Universitaria | 2023 |
| Serie A de Ecuador   | Liga Deportiva Universitaria | 2024 |
| Supercopa de Ecuador | Liga Deportiva Universitaria | 2025 |

### Campeonatos internacionales
| Título            | Club                         | Año  |
| ----------------- | ---------------------------- | ---- |
| Copa Sudamericana | Liga Deportiva Universitaria | 2023 |

## Vida personal
Daniel es hijo del exfutbolista Ulises de la Cruz. y primo del futbolista Maiky de la Cruz.